# 阿克布隆
阿克布隆，另译阿克布伦，是吉尔吉斯斯坦伊塞克湖州阿克苏区下辖的一个村。根据2009年吉尔吉斯共和国人口普查，全村人口为1956人。